# Obús autopropulsado M37
El M37 fue un obús  autopropulsado de 105 mm desarrollado por los Estados Unidos, que entró en servicio tras la Segunda Guerra Mundial. Fue usado en combate en la guerra de Corea y permaneció en servicio con el Ejército de los Estados Unidos hasta que fue reemplazado en los últimos años de la década de 1950. Se construyeron unas 300 unidades de este modelo.

## Desarrollo y producción
El desarrollo del M37, también conocido como el M37 105 mm HMC y previamente como el T76 105 mm HMC, comenzó el 8 de julio de 1943 y estuvo basado en la plataforma del M24 Chaffee. Se deseaba reemplazar el M7 Priest con una diseño más moderno que usara el mismo obús M4 105 mm que se empleó en algunos de los tanques M4 Sherman. El M37 era un vehículo abierto, sin techo, que usaba suspensión de barras de torsión con orgas de 41 cm de ancho. Aunque el desempeño de la pieza era similar al del M7 Priest, el menor peso del chasis del M24 Chaffee hizo que su conducción fuera más fácil.

## Servicio
El diseño estaba finalizado y listo para entrar en fabricación en enero de 1945 en la división Cadillac de la General Motors, pero la Segunda Guerra Mundial concluyó antes de que pudiera ser empleado en ese conflicto. Fue empleado por primera vez en combate por las fuerzas estadounidenses durante la guerra de Corea. De las 448 unidades encargadas, se construyeron 316 antes de que se interrumpiera su producción. El delgado blindaje del M37 (tan solo 13 mm) proporcionaba cierta protección contra el fuego de fusil y las esquirlas, pero no mucho más. Su ametralladora, una M2HB montada en un púlpito como en el M7 Priest, podía usarse en modo antiaéreo, y el obús podía apuntar en un arco horizontal de 51,7°. El M37 no era tan ágil como el M24 Chaffee, ya que su peso era mucho mayor debido al peso del obús de 105 mm, su sistema de retroceso y de los 126 proyectiles que podía transportar.

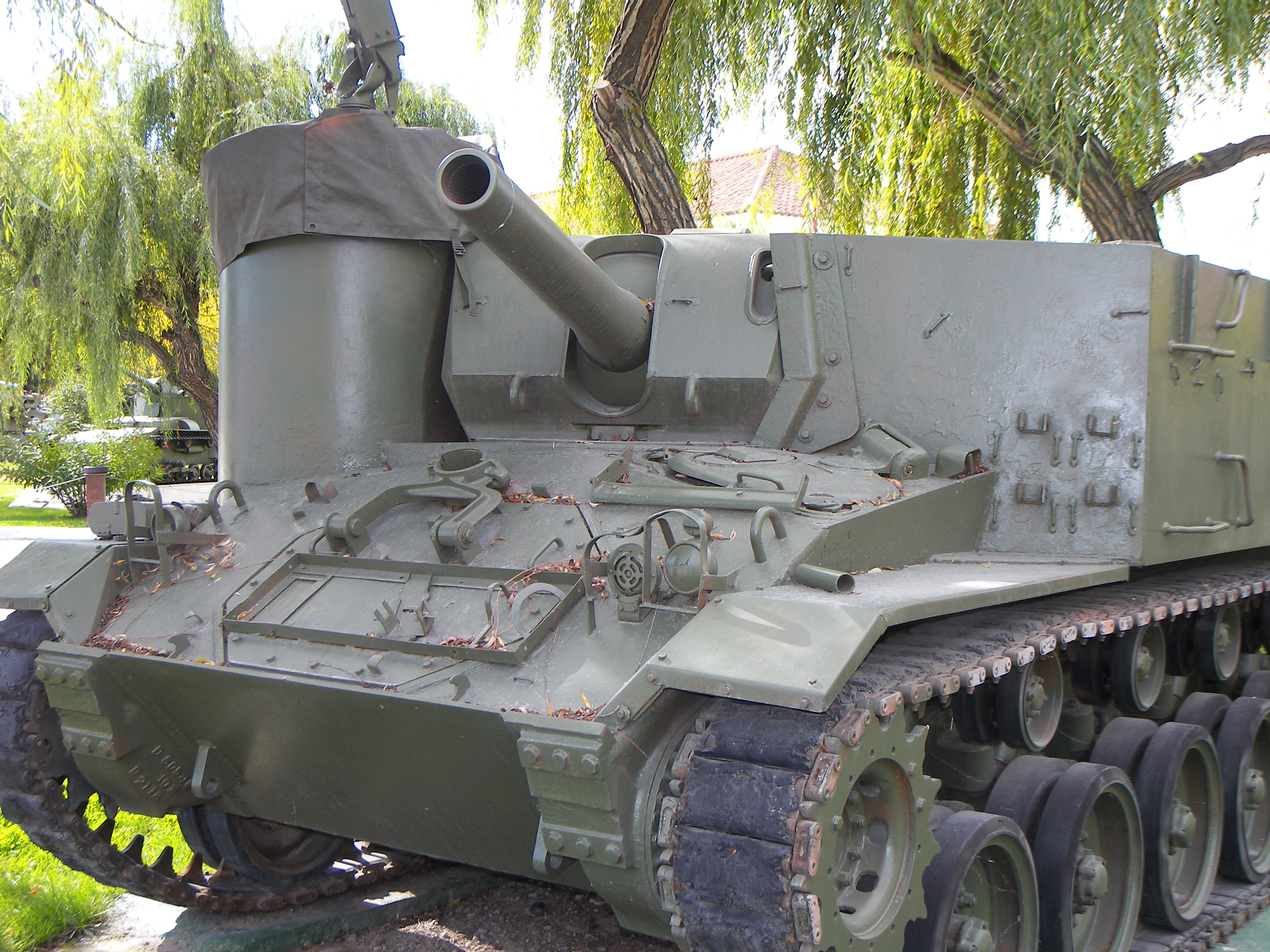
El M37 del Museo de Unidades Acorazadas de El Goloso.

Después de la guerra de Corea fue suministrado a ejércitos de países aliados, como al Ejército español. Los primeros M37 llegaron a España en 1957 y fueron asignados a la División de Caballería, luego llamada «Jarama». Otras piezas llegadas en 1958 fueron asignadas a la División Acorazada n.º 1 y a la Academia de Artillería. Tras la disolución de la División Caballería «Jarama» en 1965 sus M37 pasaron a la División Acorazada «Brunete» y en 1967, tras recibir la «Brunete» material más moderno, pasaron a la Brigada de Caballería «Jarama» I, siendo retirados a parque en 1970. Tanto los M37 como los M7 todavía en servicio en las Fuerzas Armadas estadounidenses fueron reemplazados en los últimos años de la década de 1950 por el M52, un obús autopropulsado basado en el tanque ligero M41 Walker Bulldog que ofrecía más protección a su tripulación.